# Aumont FR
| FR ist das Kürzel für den Kanton Freiburg in der Schweiz. Es wird verwendet, um Verwechslungen mit anderen Einträgen des Namens Aumont zu vermeiden. |

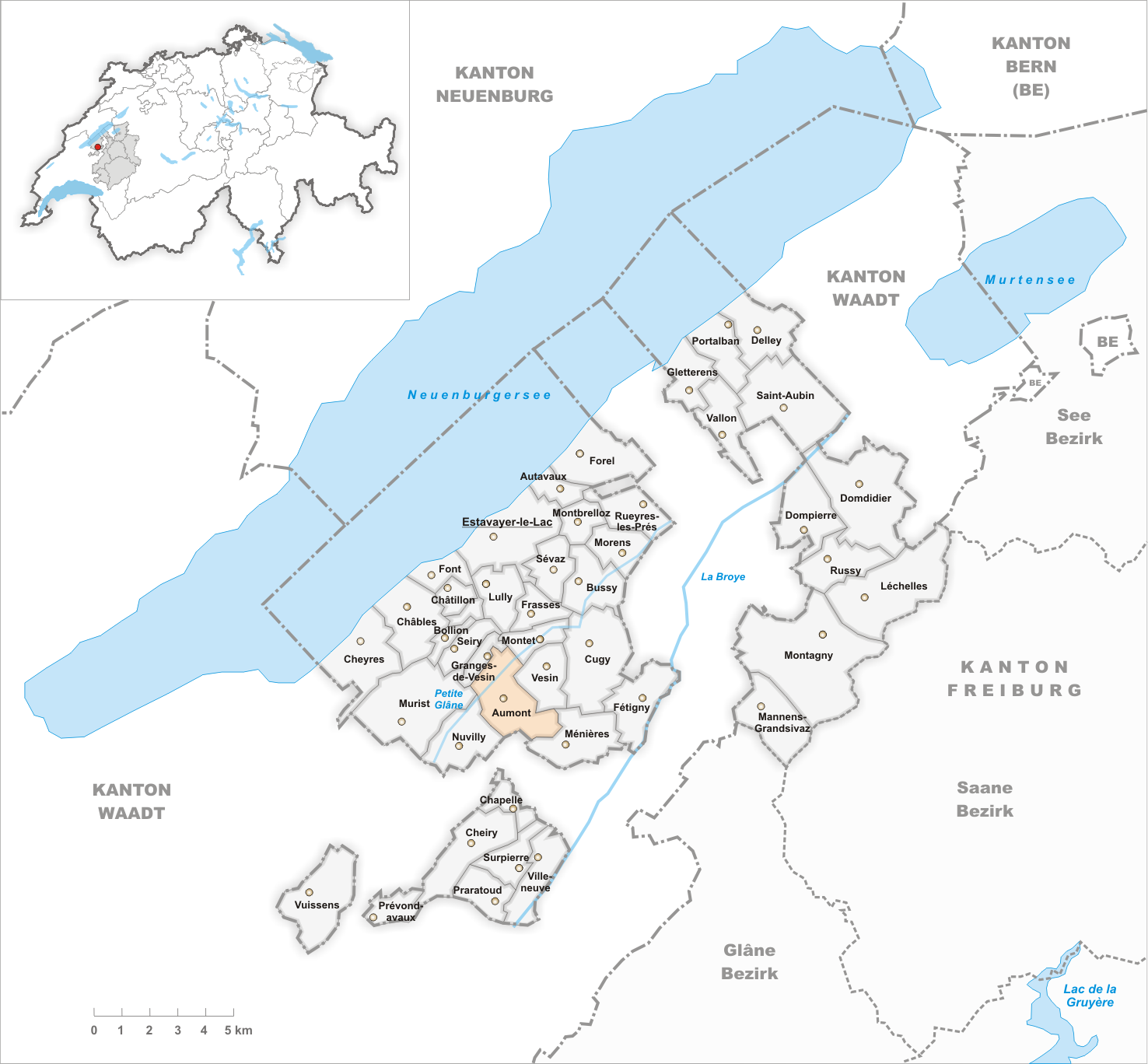
Gemeindestand vor der Fusion am 1. Januar 2004

Aumont (Freiburger Patois Nômonⓘ) ist eine Ortschaft und früher selbständige politische Gemeinde im Distrikt Broye des Kantons Freiburg in der Schweiz. Am 1. Januar 2004 fusionierte Aumont mit Granges-de-Vesin, Montet (Broye) und Frasses zur neuen Gemeinde Les Montets.

## Geographie
Aumont liegt auf 594 m ü. M., 5,5 km südlich des Bezirkshauptortes Estavayer-le-Lac (Luftlinie). Das Bauerndorf erstreckt sich auf einem leicht nach Nordosten geneigten Hang zwischen dem Tal der Petite Glâne und der Waldhöhe Bois d'Aumont, im Molassehügelland zwischen dem Neuenburgersee und dem Broyetal, im nordwestlichen Freiburger Mittelland. Die ehemalige Gemeindefläche betrug rund 5,3 km². Das Gebiet reichte von der Petite Glâne südwärts über das Hochplateau von Aumont und die Höhe des Bois d'Aumont (725 m ü. M.) bis an den Ruisseau du Moulin (Dorfbach von Ménières) und in den Wald von Verdière.

## Bevölkerung
Mit 419 Einwohnern (2002) zählte Aumont vor der Fusion zu den kleinen Gemeinden des Kantons Freiburg. Im Jahr 1888 hatte das Dorf 499 Einwohner. Zu Aumont gehören einige Einzelhöfe.
Einwohnerzahlen: Volkszählungsdaten

## Wirtschaft
Aumont war bis in die zweite Hälfte des 20. Jahrhunderts ein vorwiegend durch die Landwirtschaft geprägtes Dorf. Noch heute haben der Ackerbau, der Obstbau sowie die Milchwirtschaft und die Viehzucht einen wichtigen Stellenwert in der Erwerbsstruktur der Bevölkerung. Weitere Arbeitsplätze sind im lokalen Kleingewerbe und im Dienstleistungssektor vorhanden, unter anderem in einem Sägewerk. In den letzten Jahrzehnten hat sich das Dorf auch zu einer Wohngemeinde entwickelt. Viele Erwerbstätige sind deshalb Wegpendler, die hauptsächlich in den Regionen Estavayer-le-Lac und Payerne arbeiten.

## Verkehr
Das Dorf liegt abseits der grösseren Durchgangsstrassen an einer Verbindungsstrasse von Payerne nach Combremont-le-Grand. Der nächste Anschluss an die Autobahn A1 (Lausanne–Bern), die im Jahr 2001 eröffnet wurde, befindet sich rund 6 km vom Ortskern entfernt. Durch die Buslinie der Transports publics Fribourgeois, die von Estavayer-le-Lac aus in einem Rundkurs das Hinterland bedient, ist Aumont an das Netz des öffentlichen Verkehrs angebunden.

## Geschichte
Das Gebiet von Aumont war schon sehr früh besiedelt. Beim Dorf wurden Tumuli aus der La-Tène-Zeit entdeckt. Die erste urkundliche Erwähnung des Ortes erfolgte um 1157 unter dem Namen Alto Monte; von 1226 ist die Bezeichnung Altus mons überliefert, was übersetzt hoher Berg bedeutet.
Seit dem Mittelalter bildete Aumont eine eigene kleine Herrschaft, die seit dem 14. Jahrhundert unter der Oberhoheit der Herren von Estavayer stand. Nachdem Bern 1536 das Waadtland erobert hatte, kam das Dorf unter die Herrschaft von Freiburg und wurde der Vogtei Estavayer zugeteilt. Nach dem Zusammenbruch des Ancien Régime (1798) gehörte Aumont während der Helvetik und der darauffolgenden Zeit zum Bezirk Estavayer, bevor es 1848 in den Bezirk Broye eingegliedert wurde. Im Jahr 1804 wurde Granges-de-Vesin von Aumont abgetrennt.
Im Rahmen der seit 2000 vom Kanton Freiburg geförderten Gemeindefusionen sprachen sich die Bewohner von Aumont, Montet (Broye), Frasses und Granges-de-Vesin für eine Fusion aus. Mit Wirkung auf den 1. Januar 2004 entstand deshalb die neue Gemeinde Les Montets.

## Sehenswürdigkeiten
Die Kapelle Saint-Théodule geht im Kern auf das 15. Jahrhundert zurück. Sie wurde in den Jahren 1824 bis 1826 vergrössert und umgebaut und ist seit 1878 Pfarrkirche. Das Schulhaus stammt von 1798. Im Ortskern sind einige Bauernhäuser aus dem 17. bis 19. Jahrhundert erhalten.